# Верхний Курлугаш
Верхний Курлугаш (хак. Чоғархы Хорлағас) — деревня в Таштыпском районе Хакасии.
Находится в 13 км к северо-западу от райцентра — с. Таштып на р. Курлугаш, выше по течению деревни Нижний Курлугаш. Расстояние до ближайшей ж.-д. станции — 51 км.
Население — 54 человека (на 2017 год), в том числе русские, хакасы.
Основана в XIX веке крестьянами-переселенцами из центральной России.

## Население
| 2002 | 2010 |
| ---- | ---- |
| 18   | ↗41  |